# Alete di Troia
Alete è un personaggio dell'Eneide.  

## Il mito
Vecchio troiano amico di Anchise, si unisce a lui ed a Enea alla caduta della città di Troia.
Nella guerra contro i Rutuli del re Turno non combatte a causa dell'età, ma non manca mai di spronare i più giovani a resistere in armi dando consigli. Elogia Eurialo e Niso per il loro coraggio quando decidono di compiere la sortita notturna.